# Pandzsáb régió

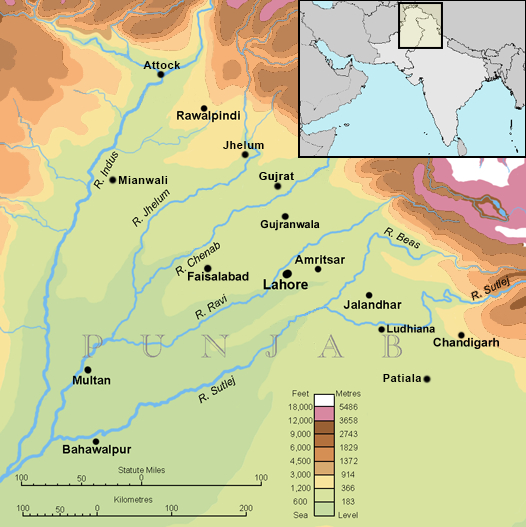
Pandzsáb (Punjab)

A Pandzsáb (perzsául پنجاب pandzs 'öt', áb 'víz', innen az öt folyó ti. földje; pandzsábi nyelven gurmukhi írással ਪੰਜਾਬ, sáhmukhi írással, illetve urdu nyelven پنجاب) dél-ázsiai régió, amelynek területén India és Pakisztán osztoznak.
Lakóit pandzsábiaknak nevezik, akiknek nyelve a több mint százmillió ember beszélte pandzsábi.
Az indiai Pandzsáb legfontosabb vallásai a szikhizmus és a hinduizmus, a pakisztáni oldalon élők zöme iszlám hitű.
„Öt folyója”, amelyek a Himalájában, India  Himácsal Prades államának területén erednek a Szatledzs, a Bjász, a Ravi, a Csenáb és a Kasmír-völgyön is átfolyó Dzshélam, amelyek az Indus bal parti mellékfolyói.

## Külső hivatkozások
- Az indiai Pandzsáb közigazgatási honlapja: https://web.archive.org/web/20110924081909/http://punjabgovt.nic.in/
- A pakisztáni Pandzsáb közigazgatási honlapja: http://www.punjab.gov.pk Archiválva 2015. május 10-i dátummal a Wayback Machine-ben